# Land abnehmen
Land abnehmen ist ein altes Kinderspiel. Der Spielgedanke sieht vor, den Mitspielern durch geschicktes Werfen eines Messers das ihnen auf einem Spielfeld gleichmäßig zugeteilte „Land“ nach und nach abzunehmen. Die Existenz dieses Messerspiels ist durch Zeitzeugen zumindest seit Anfang des 20. Jahrhunderts belegt.

## Geschichte
Das Spiel lässt sich in ähnlichen Formen durch Bildmaterial und Beschreibungen in verschiedenen Ländern unter verschiedenen Namensgebungen nachweisen. Das sogenannte Mumbly Peg beispielsweise, von dem ein Bild auf den Holzbohlen eines Seglers in der Südsee aus der Zeit des Zweiten Weltkriegs und eine Beschreibung existieren, wurde mit Taschenmessern auf Holzuntergrund oder festem Boden gespielt. Es ging darum, sich durch geschickte Messerwürfe aus unterschiedlichen, in der Schwierigkeit gesteigerten Ausgangspositionen „Territorium“ der Mitspieler anzueignen. Der Germanist und vergleichende Literaturwissenschaftler Paul Michael Lützeler erwähnt das Spiel „Land abnehmen“ in seinem Buch „Bürgerkrieg global“, das einer seiner Autoren in dem Dorf Bejt al-Hadschar mit den dortigen Kindern gespielt habe und kommentiert die Spielsituation in der Phase des Bürgerkriegs mit dem Satz: „Im Spiel wird der Todernst des Krieges unterlaufen.“ Der Autor Dieter Kremp erinnert sich an das Spiel in seiner Jugend (Zeit des Zweiten Weltkriegs) unter der Bezeichnung „Messerches“: „Jeder Bub warf sein Taschenmesser von ‚Deutschland‘ aus in die Nachbarländer. Blieb sein Messer stecken, dann durfte er sich vom Stechplatz aus das darum gelegene Land zuordnen. Wer am Schluss das größte Gebiet besaß, war dann Sieger.“ Eine russische Version des international verbreiteten Messerspiels ist als Mädchenvariante mit Bild und Text unter der Bezeichnung Nojitchki vom 13. Mai 2014 dokumentiert.

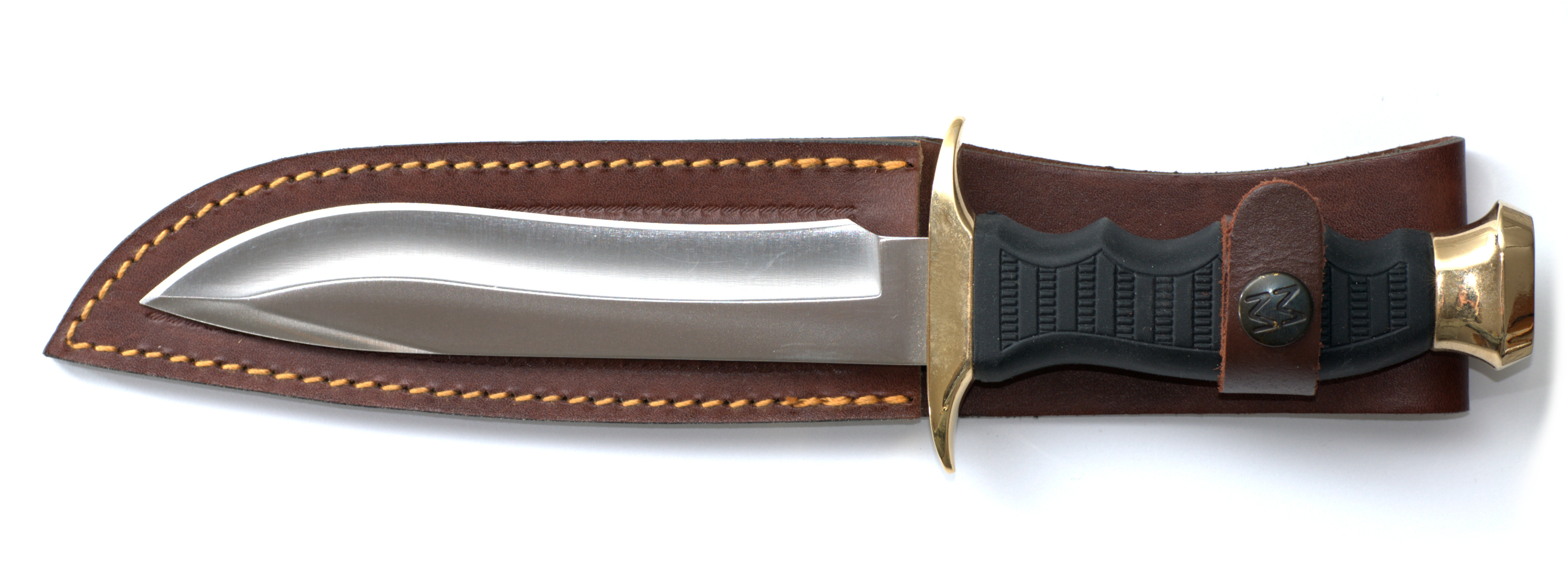
Das Spielgerät: Fahrtenmesser mit Scheide, 2009

Der Spielwissenschaftler Siegbert Warwitz konnte die Kenntnis des Spiels unter der Bezeichnung „Land abnehmen“ durch Befragungen der Vorkriegsgeneration bis in die Zeit der Jugendbewegung zu Beginn des 20. Jahrhunderts zurückverfolgen. Mit dem Aufkommen der bündischen Jugend und der Entdeckung des Lebens in der Natur wurde ein Messer gebraucht, das als Vielzweckwerkzeug „auf Fahrt“ vom Brotschneiden und Brotschmieren über das Basteln, Bauen, Schneiden, Schälen, Schnitzen oder Reparieren benötigt wurde und von Pfadfindern und anderen Jugendbewegten als unentbehrliches Werkzeug ständig bei sich getragen wurde. In Form des sogenannten Fahrtenmessers, das in einer Scheide am Gürtel griffbereit zur Hand war, wurde es zum Statussymbol des autarken „Waldläufers“, bis es von der Weiterentwicklung des Schweizer Taschenmessers abgelöst wurde. Es lag nahe, das allgegenwärtige Messer und die Handfertigkeit im Umgang mit ihm auch zum Spielen zu nutzen.
Einen frühen Beleg dafür, dass dieses Spiel in Deutschland auch von Mädchen gespielt wurde, liefert die Erwähnung in einem Spielbericht von Monika Kristen, der sich in die 1950er Jahre datieren und im Rheinland (Düsseldorf) verorten lässt. Die Reporterin Elena Potchetova dokumentierte mit mehreren Fotos in der Gazeta, dass Nojitchki noch im Jahre 2014 auch von russischen Mädchen als beliebtes Messerspiel betrieben wurde.
„Land abnehmen“ hatte sich seinen Platz in der Spielwelt der Kinder und Jugendlichen vornehmlich als Straßenspiel und als Pausenspiel erobert. Das vermehrte Bebauen von Wohn- und Straßengelände und das Asphaltieren der Schulplätze entzogen ihm jedoch zunehmend Aktionsräume. Die Spur des Spiels verliert sich nach Warwitz dann in den 1970er Jahren allmählich mit dem Aufkommen der „Friedensbewegung“ und den von ihr stark propagierten neuen Spielformen der „New Games“, die Waffen- und Kriegsspiele verfemten. Im Zuge des sich mehrenden Missbrauchs durch Gewalttätige wurden das Tragen und der Gebrauch bestimmter Messerarten, etwa des Springmessers, zudem in neuerer Zeit gesetzlich strengen Auflagen unterworfen, womit auch dem originalen Kinderspiel „Land abnehmen“ weiterer Boden entzogen wurde.

## Spielfeld, Spielgerät und Spieler
Den Untergrund für das Spiel bildet ein fester, idealerweise lehmiger, steinefreier Boden, in dem ein Messer stecken bleiben kann. Das Spielfeld besteht aus einem Kreis mit einem Durchmesser von vier bis fünf Fußlängen. Seine Größe ist flexibel. Sie hängt von der Anzahl der Mitspieler, die aus zwei bis etwa vier Spielern bestehen kann, sowie von der Wahl des Spielgeräts ab. Als solches eignen sich ein kompaktes Taschenmesser, besser ein Fahrtenmesser oder auch ein Küchenmesser.

## Spielablauf
Der am Boden markierte Kreis wird entsprechend der Mitspielerzahl durch Striche in gleich große Parzellen aufgeteilt. In dem auf diese Weise halbierten, gedrittelten oder geviertelten Spielfeld bekommt jeder Spieler sein „Land“ zugeteilt.
Über eine Auslosung wird die Reihenfolge der Spielzüge bestimmt. Der beginnende Spieler wirft sein Messer gezielt in eines der anderen „Länder“. Bleibt es dort stecken, darf er in Schneiderichtung einen Strich vom Rande des Spielfeldes zu seinem eigenen Land ziehen und die Grenzen zum Nachbarland auf diese Weise verschieben. In ähnlicher Weise verfahren die anderen Spieler in den nachfolgenden Aktionen, bis ein Landbesitzer mangels Landmasse aufgeben muss. Verkleinert sich ein Land auf eine nach Maßgabe des Wurfkönnens vorher festgelegte Größe, wird es dem letzten Landgewinner kampflos zugeschlagen.

## Variationen
- Variationen nach der Wurftechnik

Während beim Standardspiel die Art des Messerwurfs freigestellt ist, kann bei fortgeschrittenen, technisch geübten Spielern eine bestimmte Wurftechnik in den Regeln vereinbart werden. Sie soll die Zielgenauigkeit und das Steckenbleiben des Messers erschweren und entsprechend höhere Anforderungen stellen. Warwitz/Rudolf nennen dazu die „Flippe“ (wobei das Messer an der Klinge gefasst und geschleudert wird), den „Schock“ (wobei das Messer zum Wurf am Griff gefasst wird), den „Faller“ (wobei das Messer senkrecht fallengelassen wird) und die „Wippe“ (wobei das waagrecht gehaltene Messer mit dem Fallen einen Drehschwung bekommt).
- Variationen nach der Spielfläche und dem Spielgerät

Das Landabnehmen lässt sich auch wie ein Dartspiel auf einer vertikal an einer Wand angebrachten Scheibe spielen. Die Messer werden dann durch Dartpfeile ersetzt und die Felder entsprechend dem Spielverlauf mittels Fäden jeweils neu abgesteckt.
- Variationen nach dem Ausgangspunkt

Bei der Variante des Mumbly Peg wird die Schwierigkeit des Messerwurfs durch die Festlegung des Körperteils bestimmt, von dem aus der Messerwurf gestartet werden muss. So können ein Handrücken, der Ellenbogen, der Mund, das Kinn, die Schulter oder der Kopf als Ausgangspunkt das Anspruchsniveau steigern.
- Variation ohne Messer

In Schleswig-Holstein wurde das Spiel bis in die 1960er/1970er Jahre gespielt. Statt eines Messers kam ein Stein zum Einsatz. Der Stein wurde mit dem Fuß ins generische Land geschossen. Das jeweilige Auskommen bestimmte die Anzahl der Fußlängen, die man vom Nachbarland abnehmen durfte bzw. die man an den Spielgegner abgeben musste. Kam der Stein im generischen Land zum Liegen, gewann man Fußlängen. Hatte man die Landesgrenzen verfehlt oder den Gegner angeschossen, musste man Fußlängen abgeben. 

## Sinnverwandte Spiele
- Löwenherz: Bei diesem 1997 (neu 2003) von Klaus Teuber entwickelten und im Verlag Kosmos erschienenen Strategiespiel geht es darum, auf einem Spielplan bis zur Rückkehr des Königs das die eigenen vier Burgen umgebende Land um möglichst viel Gelände zu erweitern. Dies geschieht dadurch, dass man mit taktischen Mitteln und einer wachsenden Ritterschar seinen benachbarten Gegnern ihr Gelände abnimmt. Das Brettspiel ist für zwei bis vier Kinder ab zwölf Jahren ausgelegt. Es wurde 1997 mit dem Deutschen Spiele Preis ausgezeichnet.[13][14]

## Rechtliches

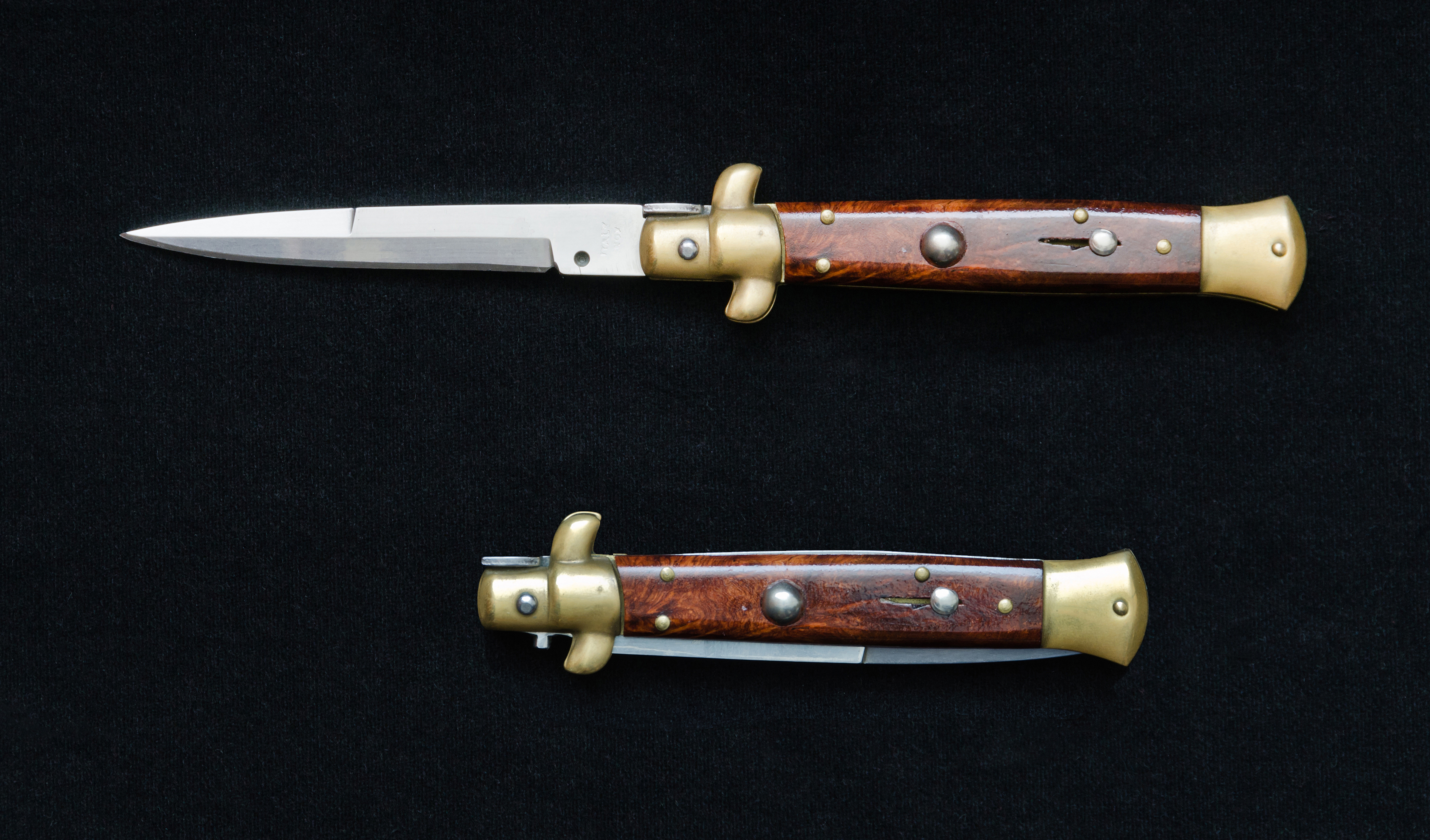
Italienisches Springmesser, 2014

Spielgerät für das Landabnehmen ist mindestens ein gewichtiges größeres Messer. Die Rechtslage zum Führen von bestimmten Messerarten, die auch als Waffen missbraucht werden können, ist international nicht einheitlich geregelt. In den Ländern der Europäischen Union wird der Umgang heute besonders streng gehandhabt. In Deutschland zählen beispielsweise Fallmesser oder Springmesser zu den verbotenen Gegenständen, deren Führen in der Öffentlichkeit ohne Begründung inzwischen eine Ordnungswidrigkeit darstellt, die mit Änderung des Waffenrechts vom 1. April 2008 strafbewehrt ist und mit einem Bußgeld bis 10.000 Euro und Einziehung des Gegenstands geahndet werden kann. Der Umgang mit Fallmessern, bei denen die im Griff verborgene Klinge durch eine Schleuderbewegung aus dem Griff herauskatapultiert und verriegelt wird, ist in Deutschland bis auf Ausnahmen (Bundeswehr, Polizei) verboten.
Die Änderungen im Waffengesetz von 2008 sollten einerseits den sozialadäquaten Gebrauch von Messern in Beruf und Freizeit nicht verhindern, es andererseits der Polizei aber ermöglichen, von gewaltbereiten Jugendlichen mitgeführte Messer schon vor Begehung einer Straftat einzuziehen. Ausnahmen gelten nur für seitwärts öffnende Springmesser, deren Klingen nicht zweiseitig geschliffen sind und höchstens 85 mm aus dem Griff herausragen sowie für Personengruppen, bei denen ein berechtigtes Interesse zur Nutzung besteht, etwa im Rahmen des Berufs, der Brauchtumspflege, beim Sport oder bei der Jagd. In Österreich und in der Schweiz gelten ähnliche Regelungen.
Bei genauer Kenntnis und Beachtung der inzwischen erlassenen rechtlichen Vorschriften und Einschränkungen ist das Spiel auch heute noch im privaten wie öffentlichen Bereich möglich. Zudem ist das Ausweichen über die Variante des Spiels mit Dartpfeilen unproblematisch und sogar zum Spielen in Innenräumen geeignet.